# آیک باسیندیل
آیک باسیندیل (انگلیسی: Ike Bassindale؛ 26 January 1896 – ۱۹۸۵ (۸۸−۸۹ سال)) بازیکن فوتبال بود.